# 2987 Sarabhai
2987 Sarabhai este un asteroid din centura principală, descoperit pe 24 septembrie 1960 de PLS.